# (18610) Arthurdent
(18610) Arthurdent ist ein Asteroid im Asteroiden-Hauptgürtel.
Er wurde am 7. Februar 1998 von Felix Hormuth von der Heppenheimer Starkenburg-Sternwarte entdeckt. Von Hormuth stammt auch der Vorschlag der Benennung nach der Hauptfigur aus Douglas Adams’ Werk Per Anhalter durch die Galaxis, Arthur Dent. Das Minor Planet Center stimmte dieser Benennung zu und gab den Namen schließlich am 9. Mai 2001 bekannt. Zwei Tage nach der offiziellen Namensgebung starb Douglas Adams.